# 聖彌額爾教堂 (根特)

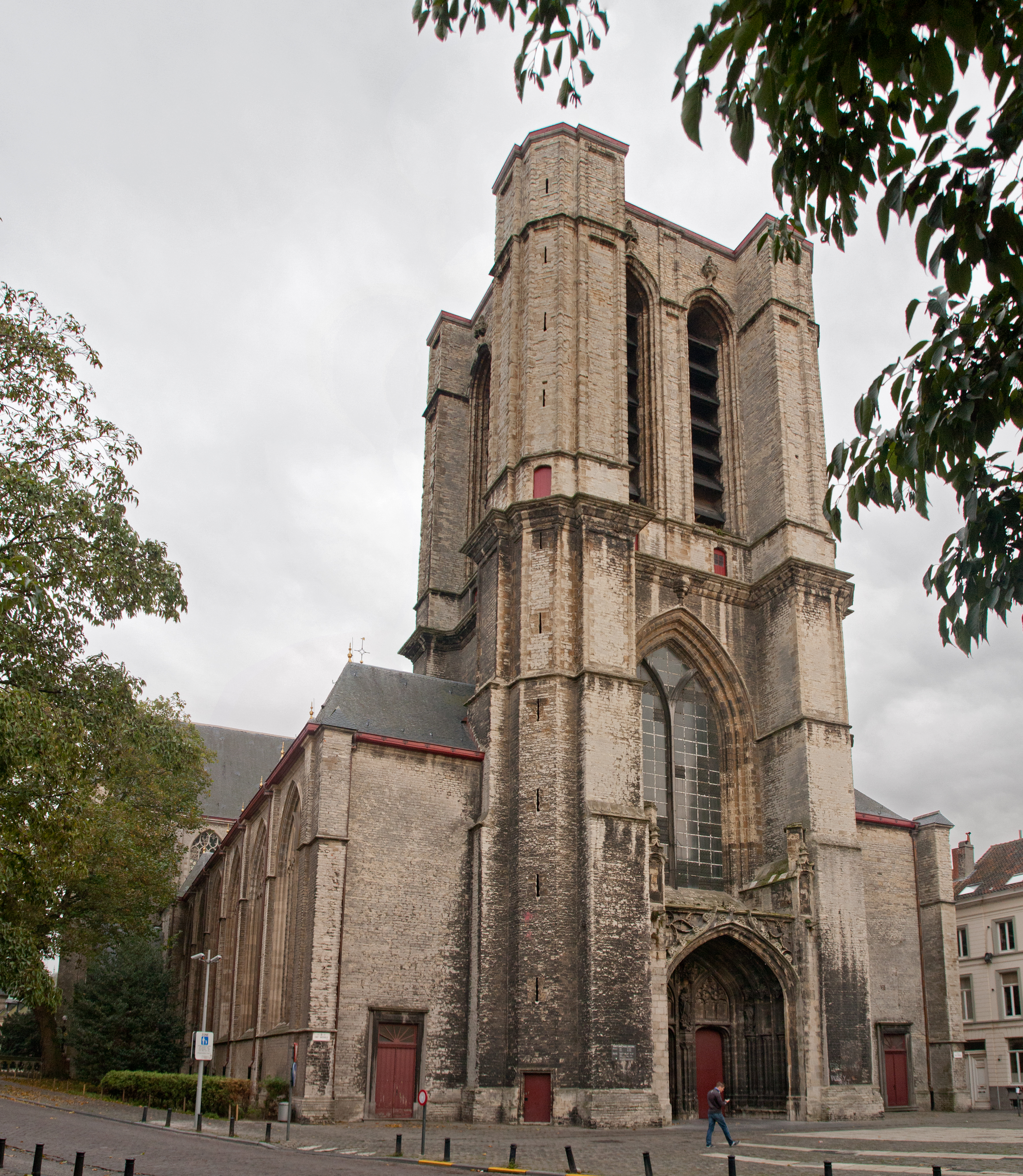
教堂正面

聖彌額爾教堂（荷蘭語：Sint-Michielskerk）是位於比利時城市根特的一座羅馬天主教的教堂，外觀為哥特式建築，內部裝飾華麗。這座教堂在12世紀初期曾兩次被燒毀但得到重建。現在的教堂建築可能修建開始於1440年。教堂內有很多巴洛克風格的藝術品。
 维基共享资源上的相關多媒體資源：聖彌額爾教堂
51°03′13″N 3°43′09″E / 51.05361°N 3.71917°E